# Schizoeaca
A Schizoeaca a madarak (Aves) osztályának verébalakúak (Passeriformes) rendjébe és a fazekasmadár-félék (Furnariidae) családjába tartozott nem, az ide tartozó fajokat áthelyezték a Asthenes nembe, de még nem minden rendszerező fogadja el.

## Rendszerezésük
A nemet Jean Cabanis német ornitológus írta le 1873-ban, az alábbi 9 faj tartozik, vagy tartozott ide:
- Schizoeaca fuliginosa[2] vagy Asthenes fuliginosa[1]
- Schizoeaca griseomurina[2] vagy Asthenes griseomurina[1]
- szemgyűrűs tűfarkúcinege (Schizoeaca palpebralis[2] vagy Asthenes palpebralis)[1]
- Schizoeaca vilcabambae[2] vagy Asthenes vilcabambae[1]
- Schizoeaca helleri[2] vagy Asthenes helleri[1]
- Schizoeaca perijana[2] vagy Asthenes perijana[1]
- Schizoeaca coryi[2] vagy Asthenes coryi[1]
- Schizoeaca harterti[2] vagy Asthenes harterti[1]